# Bedias
Bedias è un centro abitato degli Stati Uniti d'America situato nella contea di Grimes dello Stato del Texas.
La popolazione era di 443 persone al censimento del 2010.
Si trova all'incrocio tra la State Highway 90 e le Farm Road 1696 e 2620, 29 miglia a nord est di Navasota, nel nord-est della contea di Grimes. Fu istituita come city nel 2003.